# Широківська сільська рада (Білгород-Дністровський район)
Широ́ківська сільська́ ра́да — колишня адміністративно-територіальна одиниця та орган місцевого самоврядування в Білгород-Дністровському районі Одеської області. Адміністративний центр — село Широке.

## Загальні відомості
Широківська сільська рада утворена в 1967 році.
- Територія ради: 76,567 км²
- Населення ради: 1 374 особи (станом на 2001 рік)

## Населені пункти
Сільській раді підпорядковані населені пункти:
- с. Широке

## Населення
Згідно з переписом 1989 року населення сільської ради становило 1553 особи, з яких 700 чоловіків та 853 жінки.
За переписом населення 2001 року в сільській раді мешкала 1371 особа.

### Мова
Розподіл населення за рідною мовою за даними перепису 2001 року:
| Мова       | Відсоток |
| ---------- | -------- |
| українська | 97,89 %  |
| російська  | 1,31 %   |
| молдовська | 0,36 %   |
| білоруська | 0,15 %   |
| циганська  | 0,15 %   |
| болгарська | 0,07 %   |
| вірменська | 0,07 %   |

## Склад ради
Рада складається з 16 депутатів та голови.
- Голова ради:
- Секретар ради: Рідник Валентина Михайлівна

### Керівний склад попередніх скликань
| Прізвище, ім'я, по батькові     | Основні відомості                                    | Дата обрання | Дата звільнення |
| ------------------------------- | ---------------------------------------------------- | ------------ | --------------- |
| Браткевич Олександр Олексійович | Сільський голова, 1960 року народження, безпартійний | 26.03.2006   | 31.10.2010      |

Примітка: таблиця складена за даними сайту Верховної Ради України

### Депутати
За результатами місцевих виборів 2010 року депутатами ради стали:

#### За суб'єктами висування
| Суб'єкт висування                 | Кількість обраних депутатів | %    |
| --------------------------------- | --------------------------- | ---- |
| Самовисування                     | 10                          | 62,5 |
| Партія регіонів                   | 5                           | 31,3 |
| Політична партія «Сильна Україна» | 1                           | 6,3  |

#### За округами
| № округу                          | Прізвище, ім'я, по батькові     | Дата визнання обраним | Освіта  | Партійна приналежність | Відомості про обраного депутата                                |
| --------------------------------- | ------------------------------- | --------------------- | ------- | ---------------------- | -------------------------------------------------------------- |
| Партія регіонів                   |                                 |                       |         |                        |                                                                |
| 1                                 | Рідник Валентина Михайлівна     | 01.11.2010            | вища    | позапартійна           | сільська рада, секретар                                        |
| 2                                 | Звіздун Семен Петрович          | 01.11.2010            | вища    | позапартійний          | сільська рада, землевпорядник                                  |
| 4                                 | Чабаненко Юлія Миколаївна       | 01.11.2010            | середня | позапартійна           | сільська рада, спеціаліст                                      |
| 11                                | Завгородня Лідія Яківна         | 01.11.2010            | вища    | позапартійна           | сільська рада, бухгалтер                                       |
| 16                                | Завгородній Олександр Федорович | 01.11.2010            | вища    | член Партії регіонів   |                                                                |
| Політична партія «Сильна Україна» |                                 |                       |         |                        |                                                                |
| 7                                 | Одинець Світлана Іванівна       | 01.11.2010            | середня | позапартійна           |                                                                |
| Самовисування                     |                                 |                       |         |                        |                                                                |
| 3                                 | Коваленко Василь Семенович      | 01.11.2010            | середня | позапартійний          | сільськогосподарський виробничий кооператив «Прогрес», водій   |
| 5                                 | Одинець Юрій Іванович           | 01.11.2010            | середня | позапартійний          | сільськогосподарський виробничий кооператив «Прогрес», водій   |
| 6                                 | Ромащук Людмила Григорівна      | 01.11.2010            | середня | позапартійна           | дошкільний навчальний заклад, праля                            |
| 8                                 | Козаков Петро Іванович          | 01.11.2010            | середня | позапартійний          | пенсіонер                                                      |
| 9                                 | Архипенко Сергій Наумович       | 01.11.2010            | середня | позапартійний          | сільськогосподарський виробничий кооператив «Прогрес», водій   |
| 10                                | Мудряк Борис Іванович           | 01.11.2010            | середня | позапартійний          | селянське господарство, фермер                                 |
| 12                                | Ненько Олег Павлович            | 01.11.2010            | вища    | позапартійний          | сільськогосподарський виробничий кооператив «Прогрес», агроном |
| 13                                | Звездун Сергій Петрович         | 01.11.2010            | вища    | позапартійний          | сільськогосподарський виробничий кооператив «Прогрес», агроном |
| 14                                | Дроздова Ольга Олександрівна    | 01.11.2010            | вища    | позапартійна           | Карналіївська загальноосвітня школа, вчитель                   |
| 15                                | Завгородній Анатолій Іванович   | 01.11.2010            | вища    | позапартійний          |                                                                |

## Історія змінАТП

### на 01.09.1946[7]
- СРСР \ УРСР \ Одеська область \ Тузлівський район \ Широківська сільська рада \

1. село Широке
2. село Стара Базарянка

### на 01.01.1979
- СРСР \ УРСР \ Одеська область \ Білгород-Дністровський район \ Широківська сільська рада \[8]

1. село Широке (179)

### на1991
- Україна \ Одеська область \ Білгород-Дністровський район \ Широківська сільська рада \

1. село Широке